# Talia Ryder
Talia Ryder (Buffalo, 16 agosto 2002) è un'attrice statunitense.

## Biografia
Talia Ryder è nata a Buffalo. Quando aveva 12 anni, assieme alla sua famiglia andò a vedere lo spettacolo Matilda the Musical a Broadway e lei e sua sorella Mimi fecero entrambe un'audizione per lo show. Ha ottenuto il ruolo di Hortensia e si è trasferita a New York. Si è diplomata al liceo nel 2020.
Nel 2016 ha fatto parte di un cast di 75 ragazzi nel cortometraggio Broadway Kids Agains Bullying: I Have a Voice, diretto da Jason Milstein.
Nel 2020 debutta sul grande schermo al fianco di Sidney Flanigan con il film Mai raramente a volte sempre diretto da Eliza Hittman, ruolo che la fa guadagnare una candidatura ai Critics' Choice Awards come miglior giovane interprete, ed agli Independent Spirit Awards come miglior attrice non protagonista. L'anno seguente è protagonista del video musicale Deja Vu di Olivia Rodrigo, ed ha una piccola parte nell'acclamato film West Side Story, diretto da Steven Spielberg.
Nel 2022 recita al fianco di Maya Hawke nella pellicola Do Revenge.

## Filmografia

### Attrice

#### Cinema
- Mai raramente a volte sempre (Never Rarely Sometimes Always), regia di Eliza Hittman (2020)
- West Side Story, regia di Steven Spielberg (2021)
- Da ciao ad addio (Hello, Goodbye, and Everything in Between), regia di Micheal Lewen (2022)
- Master - La specialista (Master), regia di Mariama Diallo (2022)
- Do Revenge, regia di Jennifer Kaytin Robinson (2022)
- The Sweet East, regia di Sean Price Williams (2023)
- Dumb Money, regia di Craig Gillespie (2023)
- Joika - A un passo dal sogno (Joika), regia di James Napier Robertson (2023)
- Honey Don't!, regia di Ethan Coen (2025)

#### Televisione
- Sesamo apriti - serie TV, 1 episodio (2016)

#### Cortometraggi
- Broadway Kids Against Bullying: I Have a Voice, regia di Jason Milstein (2016)
- Only We Know, regia di Mia Michaels (2018)

#### Videoclip
- Deja Vu, Olivia Rodrigo (2021)
- Obsessed, Olivia Rodrigo (2024)

## Riconoscimenti
Critics' Choice Awards
- 2021 – Candidatura – Miglior giovane interprete per Mai raramente a volte sempre

Independent Spirit Awards
- 2021 – Candidatura – Miglior attrice non protagonista per Mai raramente a volte sempre

## Doppiatrici italiane
Nelle versioni in italiano dei suoi film, Talia Ryder è stata doppiata da:
- Federica Mete in Mai raramente a volte sempre
- Sara Labidi in Do Revenge
- Emanuela Ionica in Joika - A un passo dal sogno
- Margherita De Risi in Dumb Money